# Plane (Republika Serbska)
Plane (cyr. Плане) – wieś w Bośni i Hercegowinie, w Republice Serbskiej, w gminie Han Pijesak. W 2013 roku liczyła 32 mieszkańców.